# 大學中央圖書館

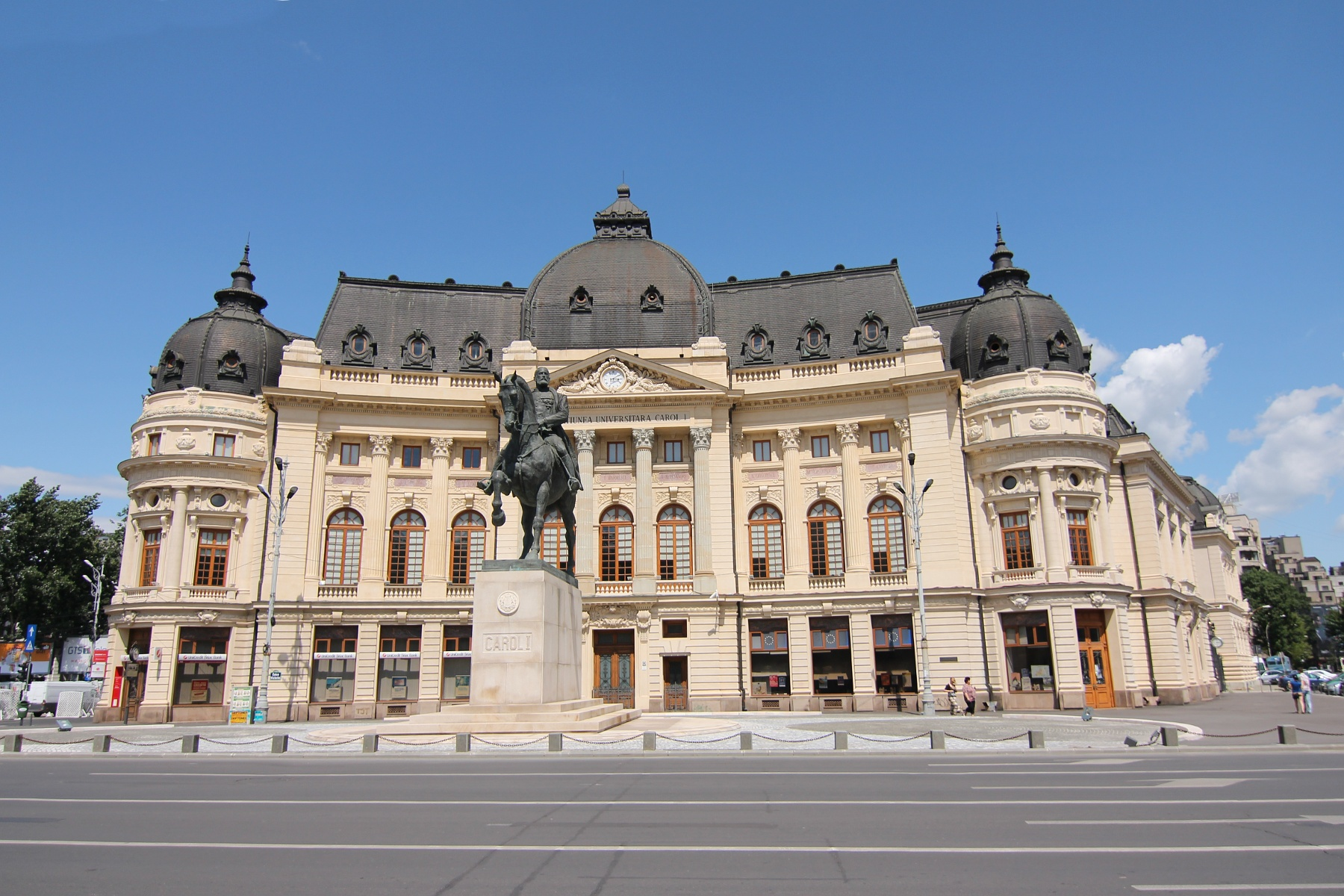
大學中央圖書館

大學中央圖書館（Biblioteca Centrală Universitară）是一座羅馬尼亞首都布加勒斯特市中心的圖書館，位於國立羅馬尼亞藝術博物館的對面。現在的大學中央圖書館設立於1895年。圖書館建築則竣工於1893年，並在1911年擴建。1989年羅馬尼亞革命期間，圖書館曾發生大火，超过500,000本书以及约3,700份手稿被燒毀。1990年開始，圖書館已得到修復並現代化，並從2001年開始重新開放。

## 外部連結
- Official site （页面存档备份，存于）

44°26′23.26″N 26°5′50.35″E / 44.4397944°N 26.0973194°E
1. ↑  The Central University Library of Bucharest （页面存档备份，存于）, official site: "the History".
2. ↑  "Legea recunoștinței, made in Romania" 的存檔，存档日期26 December 2013., Evenimentul Zilei, 3 June 2010.